# Condado de King (Texas)
El Condado de King es uno de los 254 condados del estado estadounidense de Texas. La sede del condado y su mayor ciudad es Guthrie. El condado posee un área de 2.366 km² (los cuales 3 km² están cubiertos por agua), la población de 356 habitantes, y la densidad de población es de 0,15 hab/km² (según censo nacional de 2000). Este condado fue fundado en 1876. Es el segundo menor condado en términos poblacionales de Texas y el tercer menos populoso del país, atrás solamente los condados de Loving y Kalawao. Las principales fuentes de riqueza del condado son la crianza de ganado de bovino y la extracción de petróleo.